# レジャー白書
レジャー白書（レジャーはくしょ）は、公益財団法人日本生産性本部余暇創研が発行する日本のレジャーに関する白書である。

## 概要
日本全国の15歳以上の3,000人を対象とした余暇活動実態調査等を元に、余暇の利用等の実態を取りまとめたもので、日本におけるレジャー関連の代表的統計として広く用いられている。
1977年（昭和52年）に、当時の財団法人余暇開発センターによって発行が開始された。2000年（平成12年）に財団法人余暇開発センターが財団法人自由時間デザイン協会に改組された後も、引き続き同協会により発行が続けられたが、同協会は2003年（平成15年）3月31日に解散。現在は、同協会の業務を引き継いで財団法人社会経済生産性本部に設けられた余暇創研が白書を発行している。